# Dějiny Vatikánu

Znak Vatikánu

Název Vatikán se pro část Říma na pravém břehu Tibery používá již od doby Římské říše. Je odvozen z pomístního jména pahorku Vaticanus Mons, které velmi pravděpodobně pochází ze starolatinského vates (věštec) a doslova znamená Pahorek věštců. Odkazuje do dob starověkého Říma, kdy zde stávala věštírna.
Bažinatá oblast pod pahorkem, která byla pravidelně postihována záplavami, se označovala jako Vatikánské pole (latinsky Campus Vaticanus nebo Ager Vaticanus). Oba názvy zmiňuje Cicero v 1. století př. n. l.
Vatikánské pole se rozkládalo se v těsném sousedství starověkého Říma, ale ještě v dobách pozdního císařství zůstávalo vně Aurelianových hradeb. Jednalo se o území na hranici s mocným etruským městem Veje, které bylo Římany ovládnuto až v roce 396 př. n. l. Proto se území také označovalo jako vejský, případně etruský břeh (Ripa Veientana nebo Ripa Etrusca). Etruskové zde ovšem již nesídlili a šlo spíše o nadávku svého druhu, neboť oblast byla vnímána jako nezdravá, nebezpečná a zlověstná. Tuto špatnou pověst zaznamenal například Tacitus v roce 69, když popisoval osud severní armády, jež dorazila do Říma, aby instalovala císaře Vitellia: „Velká část armády se utábořila v nezdravých okresech Vatikánu, což mělo za následek mnoho úmrtí mezi běžnými vojáky. Neschopnost Galů a Germánů snášet teplé počasí vedla k tomu, že dychtivě pili z místního potoka, a stali se snadnou kořistí nemoci“.
Na vatikánském pahorku byly nejdříve vybudovány vily patriciů a později dokonce i amfiteátr a zahrady sloužící k potěšení a zábavě římského obyvatelstva (ve zmíněném amfiteátru se nejčastěji mučili a vraždili křesťané). Nejprve byly na pahorku pouze zahrady, avšak v roce 40 po Kristu zde Caligula započal stavbu cirku, kterou však dokončil až císař Nero. V této době sem byly přivezeny egyptské obelisky, které se dnes nachází ve středu náměstí sv. Petra. Území Vatikánu po většinu času patřila papežům. Až v roce 324 n. l. zde vybudoval císař Konstantin baziliku, na jejichž základech byl v 16. století vybudován chrám sv. Petra a Vatikán začal psát svou křesťanskou historii.

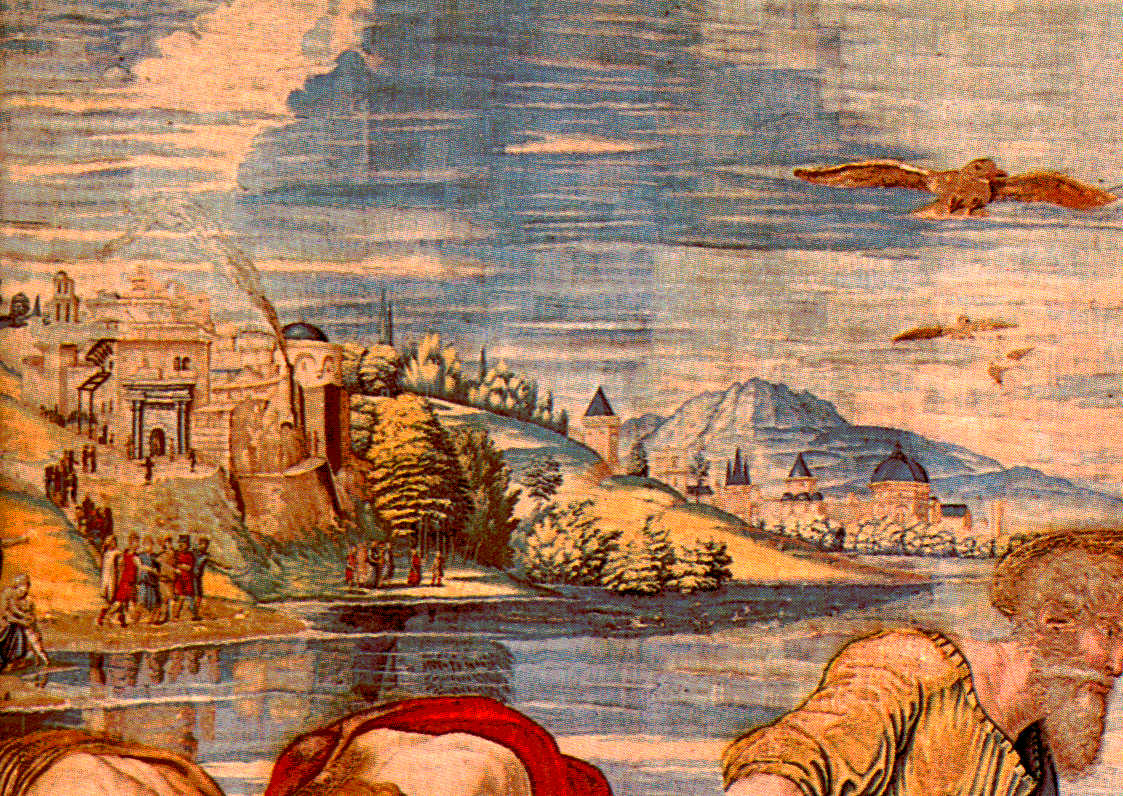
Obraz vlámského mistra Pietera van Aelst vytvořený v letech 1517-1519 na zakázku papeže Lva X. jako nástěnná výzdoba Sixtinské kaple.

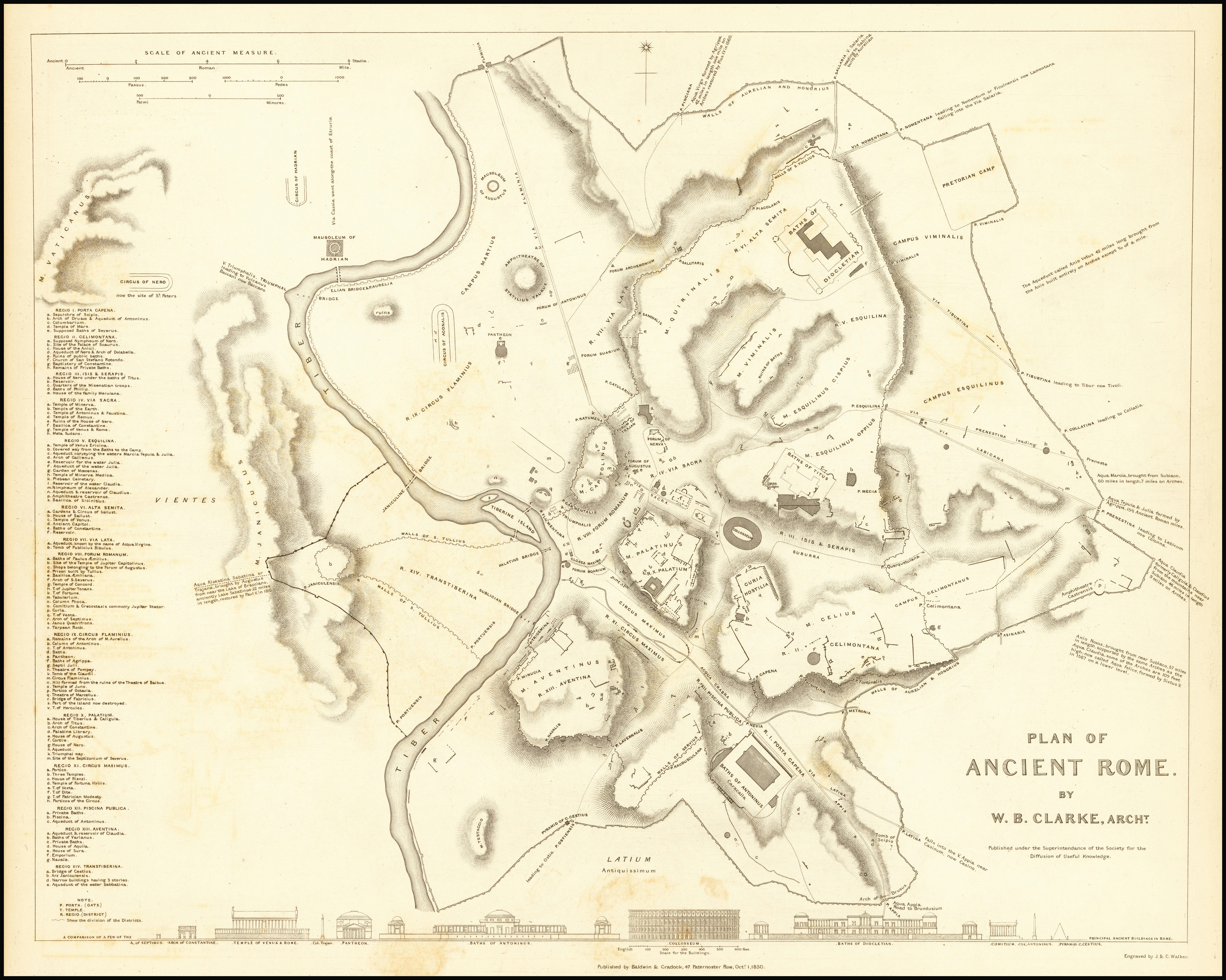
Plán Říma, zobrazující i vrcholek Vatikán

## Expanze
V 16. století za vlády Julia II. dosáhl Vatikán velkého územního zisku, kdy na jihu zasahovalo až do oblastí za hranicemi dnešního Říma.
Papežskou rezidencí byl však Vatikán vyhlášen až 17. ledna 1377 papežem Řehořem XI. Ten však o rok později umírá a celý systém se nachází v krizi, které se říká západní rozkol, nebo také papežské schizma. Po Řehořovi se stal papežem Urban VI. Ten si ale svým nemilým chováním popudil kardinály, kteří ho volili, a tak Urbana sesadili z funkce a zvolili si nového papeže Klimenta VII. V té době bylo tedy více papežů ve funkci než jeden a to vyřešil Kostnický koncil v roce 1417. Po tomto složitém období došlo k určité stabilizaci papežství.
Během Velké francouzské revoluce v roce 1798 Napoleon Bonaparte Vatikán zrušil a připojil ho k cisitalské republice, která byla pod správou Francie. K obnovení Vatikánu došlo o 4 roky později, avšak papež Pius VI. za to zaplatil vlastním životem.

## Autonomie
K další krizi ve Vatikánu došlo po roce 1848, kdy došlo v Itálii k revoluci proti vládnoucí dynastii Bourbonů. V roce 1867 byly italské městské státy sjednoceny s Římem a území Vatikánu bylo anektováno. V roce 1871 navrhl italský parlament zákony o papežské nezávislosti, které měly být odškodněním za ztrátu území. To papež však odmítl a tento problém byl vyřešen až podepsáním Lateránské smlouvy v roce 1929, kdy byl Vatikán prohlášen za nezávislý stát s papežem jako svým nejvyšším představitelem.

## Lateránské smlouvy
Lateránské smlouvy jsou tři dokumenty uzavřené 11. února 1929 mezi Vatikánem a italským fašistickým státem (tzv. Smírčí smlouva). Lateránská smlouva, jak již název napovídá, se podepisovala v Lateránském paláci. 
- První lateránská smlouva zřizovala suverénní stát Vatikán (it. Cittá del Vaticano) s papežem jako hlavou státu.
- Druhá lateránská smlouva byla konkordátem mezi katolickou církví a italským státem.
- Třetí lateránská smlouva jako dodatek první se týkala finančních vztahů. Obsah lateránských smluv byl pojat do italské ústavy roku 1947.[10]

Jednání mezi Piem XI. a Benitem Mussolinim byla velmi tvrdá, největší rozdíly byly v otázkách týkající se vzdělávání a povinnosti vyučovat náboženství i na středních školách.